# 기시마촌
기시마촌(일본어: 木島村)은 일본 오사카부 센난군에 설치되었던 촌이다. 현재의 가이즈카시 중부에 해당한다.